# 荻巣樹徳
荻巣 樹徳（おぎす みきのり、1951年1月22日 - ）は日本の植物学者、プラントハンターである。中国を主なフィールドとし、バラ科のロサ・キネンシス（Rosa chinensis）やヘレボルス・チベタヌス (Helleborus thibetanus) の自生種の再発見などで知られる。

## 略歴
愛知県に生まれた。少年の頃から植物栽培に興味を持ち、日本の伝統園芸植物の栽培技術を学び、大学へは進まず、オールドローズのコレクションで知られるベルギーのカラムタウト樹木園へ留学、その後もオランダのボスコープ植物試験場、イギリスのキューガーデン、ウィズレー植物園で学んだ。中国で植物調査をするために、四川大学の方文培教授（Fang Wen-Pei、1899-1983）のもとに留学し、中国の植物を学んだ。19世紀末にフランスの宣教師、博物学者、アルマン・ダヴィドが標本を採集して以来、見つけられていなかったヘレボルス・チベタヌス (Helleborus thibetanus)を再発見するなどの功績をあげた。
1995年に王立園芸協会からヴィーチ記念メダルを受賞した:52 。2004年吉川英治文化賞を受賞した。

## 著書
- 『幻の植物を追って』講談社、2000年 ISBN 9784062101639